# SD GUNDAM外傳
SD高達外傳 捷古自護篇是SD高達外傳首部作品。故事以中古歐洲騎士為藍本設計，推出後大受歡迎，隨後更推出多部續作，與SD戰國傳、SD司令戰記G-ARMS並列SD高達三大系列。

## 故事簡介
故事發生在騎士世界，某日天空出現一顆流星，降落首都附近。而流星本體，原來是一名失去記憶的騎士。雖然失去記憶，他亦出手拯救，遭吉翁士兵追捕的公主芙拉。為報救命之恩，芙拉將騎士介紹予父王－雷比爾。雷比爾乃賜名「騎士高達」，並著令下屬－戰士鐳射炮及僧侶太空坦克兩人，與騎士高達尋找傳說中的石板。在旅程中，除了有騎士阿姆羅、騎士雪拉加入以外，騎士高達還遇到，與他記憶有密切關係的魔頭－撒旦高達……

## 主要人物介紹

### 天界
至尊之龍（スペリオルドラゴン 原型﹕MSZ-011 S-Gundam)
推出商品﹕BB戰士模型系列、元祖高達系列、SDX系列
騎士高達與撒旦高達再次融合後的姿態，兩肩分別有兩人臉孔，表示其是「善」及「惡」本性的結合。合體初期，由於兩種意識相互排斥，一度被飽受吉翁萬歲攻擊。最後兩顆心靈終於達致一心同體，才令至尊之龍使出真正力量，將其消滅。
至尊之龍在往後各篇章中，以神明身份，引導主角獲得新力量。在「黃金神話」中，一度被殺。最後再度復活，轉生成巨大武者「黃金神」。
而外傳故事「武者烈傳．銀狼之章」中，至尊之龍更化成騎士高達（真惡參），糾正被邪惡之心蒙敝的子孫銳驅主。（詳見「武者烈傳·零」）

### 拉克罗亚王國
騎士高達（騎士高達：RX-78 Gundam & RX-166 Gundam Mk-III／三神器：Full Armor Gundam／全能骑士：Super Gundam）
推出商品﹕BB戰士43號、72號、元祖高達系列、SDX系列玩具。
伴隨流星降臨騎士世界的救世主，雖然失去記憶，卻擁有高強實力的神秘人物。真實身份是武者世界中、與武者頑馱無匹敵的強者「武者頑馱無真惡參」。真惡參因為野心，謀奪秘寶「銀之盾」，最後被神秘落雷擊中，轉移到另一空間。期間真惡參的「善」與「惡」之心一分為二，分別變成「騎士高達」及「撒旦高達」。
騎士高達一行人，得到拉克罗亚國王雷比爾冊封為騎士後，便與戰士鐳射炮、以及太空坦克兩人，為尋找傳說石板的另一半。雖然在化成史萊姆的雪拉指引下終於尋獲，但隨即被突然前來的騎士馬沙搶去。一行人只有繼續前往撒旦高達本陣。在騎士高達處於下風之際，石板由馬沙手中飛走，兩塊碎片合而為一，變成傳說中三神器——霞之鎧、炎之劍、力之盾，在新力量支持下，終於打敗撒旦高達。
戰士鐳射炮（RX-77 Guncannon）
拉克罗亚戰士，隸屬拉克罗亚王國，加入騎士高達一行踏上旅程，曾協力對抗撒旦高達及解放傳說巨人。
「SD高達外傳 聖機兵物語」中，亦有年老版出場。
僧侶太空坦克（RX-75 Guntank）
拉克罗亚僧侶，隸屬拉克罗亚王國，是雷比爾下屬，後來領受王命，與騎士高達一同征討撒旦高達。在傳說巨人毀壞王都後，與公主美莉芭一同照顧大受打擊的國王。
「SD高達外傳 聖機兵物語」中，亦有年老版出場。
國王雷比爾
拉克罗亚國王，將「騎士」稱號賜予喪失記憶的騎士高達，後來拉克罗亚遭傳說巨人破壞，曾一度陷入精神錯亂，直到國家復興後才逐漸痊癒，更賜予騎士高達「全能骑士」稱號。
公主芙拉
拉克罗亚公主、國王雷比爾女兒。她發現城堡附近出現流星後，在查看究竟時被吉翁妖魔兵襲擊，幸得騎士高達相救。當她將騎士高達引見予國王，國王對傳說的勇者降臨世界相當驚訝。與吉翁萬歲決戰時，芙拉彈起「引導的豎琴」，將騎士高達一行送到吉翁塔。
武道家尼莫（MSA-003）
在拉克罗亚附近村落生活的武人，善舞棍棒，除了參與討伐撒旦高達，更在拉克罗亚被傳說巨人破壞後，成為騎士高達同伴。
外型來自勇者鬥惡龍的武鬥家打扮。
妖精吉姆狙擊型（RGM-79SC）
生活在精靈森林的神箭手，後來與騎士高達一同作戰。
騎士雪拉
拉克罗亚騎士，與騎士高達等人轉戰各地。本身是世代守護「三神器」的族人。期間更遇上失散多時的兄長夏亞。
騎士／騎士百式（MSN-00100）
推出商品﹕元祖高達系列、SD高達聖衣(CLOTH)玩具。
為尋找妹妹雪拉，以及解開詛咒(變成貓的模樣)，獨自行動的騎士。最初為了借助吉翁力量，與妹妹團聚，便戴起面具掩飾身份。後來離開自護，化身成黃金之騎士－騎士百式，協助騎士高達一行。與吉翁萬歲作戰中，更召喚傳說巨人，抗衡吉翁萬歲，以爭取時間予超越之龍進行反擊。
「聖機兵物語」中，化身成「軍師克瓦特羅」。
傳說的巨人（MRX-009）
沉睡在沙漠地區的巨人，傳說中毀滅世界的巨人，後來吉翁萬歲以魔力使其復活，作為侵略武器。拉克罗亚騎士團為著阻止巨人，亦踏上旅程。
騎士高達等人與巨人交手期間，發現它本性善良，然而為著拯救同伴，不得不將它消滅。巨人身軀溶化，只剩下本體水晶球。在騎士等人離開後，由夏亞拾獲，後來更以此升上吉翁塔，並呼喚巨人靈魂，保護被捷古自護威脅、尚在雛型的至尊之龍。

### Algus王國
國王布雷克斯（ブレックス・フォーラー）
Algus王國國王。
王子卡蜜兒（カミーユ王子）
Algus王國王子，與Munzo國公主花園麗相戀。
戰士漢肯
Algus王國的人類戰士。

#### Algus騎士團
騎士阿雷克斯 （RX-78 NT-1 Gundam ALEX）
推出商品﹕元祖高達系列
Algus王國騎士團團長，也是眾成員中最年長者，在戰鬥實力、作戰技巧、以及魔法運用都有相當造詣，經常為三名部下之間的衝突而苦惱，被自護俘虜，並被詛咒裝甲封印活動。擁有神器「豎琴」，是前往捷古自護本陣的關鍵。最終戰後生死不明，騎士團長一職，便由騎士阿姆羅所繼承。
「鎧鬥神戰記」中，「豎琴」被騎士卡特爾所繼承。
騎士阿姆羅(基本鎧甲﹕原創; 升級鎧甲﹕Dijen)
拉克罗亚年輕騎士，最初與騎士高達一行人，共同討伐撒旦高達，戰後獨自離隊，到達Algus王國，並且團結因騎士阿雷克斯 失蹤變成一盤散沙的騎士團，打倒魔物The-O。因為不獲豎琴選取，未能參與討伐吉翁萬歲的作戰，但雷比爾國王則認為是上天希望阿姆羅繼承騎士高達，守護拉克罗亚的重任所致。
於SD高達外傳 聖機兵物語與SD高達外傳 機甲神傳說亦有出場，成為拉克罗亚騎士團團長。

##### 騎馬隊
劍士Z（MSZ-006 Z-Gundam）
推出商品﹕BB戰士模型62號、元祖高達系列。
Algus王國劍士隊隊長，慣常騎上愛馬「阿含號」作戰。裝備傳說武器「龍之盾」，天生行動派，每戰定必身先士卒。相信阿姆羅能勝任騎士團長一職。
「鎧鬥神戰記」中，「龍之盾」被劍士張五飛所繼承。
2011年，Bandai在新系列SDX中推出劍士Z。
劍士利·卡茲 （RGZ-91）
Algus騎士團騎馬隊副官，愛馬名為「灰色幽靈」。
劍士吉姆指揮型（RGM-79G）
Algus騎士團騎馬隊成員。
劍士吉姆狙擊型II（RGM-79SP）
Algus騎士團騎馬隊成員。

##### 戰士隊
戰士ZZ（MSZ-010 ZZ-Gundam）
推出商品﹕元祖高達系列
Algus王國戰士隊隊長，個性豪邁，天生神力，雖然曾經進行騎士修行，但個性始終更接迎一名戰士。在與騎士卡碧妮作戰期間，獲得傳說武器「獅之斧」，與另一個國家「布禮斯特王國」有淵緣(其中一名親戚「MEGA鋼彈」，為該國「初代圓桌騎士團」成員。)
「鎧鬥神戰記」中，「獅之斧」被戰士古洛華所繼承。
戰士力克·狄亞斯（RMS-099）
Algus王國戰士隊成員。
戰士鐳射炮 II（RX-77-4）
Algus王國戰士隊成員。
戰士傑鋼（RGM-89）
Algus王國戰士隊成員。

##### 法術隊
法術士ν（RX-93 ν-Gundam）
推出商品﹕元祖高達系列、SDX系列玩具。
Algus王國法術隊隊長，自稱「首位使用魔法的GUNDAM」，所以亦起名「ν（Nu）」，即是「新」的意思。與騎士亞歷斯，同樣出身於騎士世家，不過在僧侶太空坦克II門下修行後，逐漸由騎士轉職為僧侶。家族成員分別有表弟劍士Z高達、以及騎士靈．格斯，彼此既是表兄弟，同時兩人亦是其弟子。裝備傳說武器「梟之杖」。最初反對由身為人類的阿姆羅領導Algus騎士，但當他看到阿姆羅確實勝任擔當領袖後，亦逐漸接受。
武器是有著貓頭鷹臉孔的錫杖「梟之杖」，以及背上六枚的鰭型漏斗砲(Fin Funnel)。「鎧鬥神戰記」中，「梟之杖」被法術士迪奧所繼承。
2010年，Bandai在新系列SDX中推出法術士ν。
僧侶梅達斯（MSA-005）
Algus騎士團法術隊成員。
修行僧吉姆加農（RGC-80）
Algus騎士團法術隊成員，能使用回復咒語。
僧侶太空坦克 II（RMV-1）
Algus騎士團法術隊成員。

### Munzo王國
國王坎斯康（コンスコン）
Munzo王國皇帝，野心勃勃，為佔領鄰國Algus王國，勾結吉翁萬歲的魔王The-O，後來更與之融合。最後被阿寶率領的Algus王國所打敗。抗士康深感後悔，放棄野心之餘，更讓女兒花園麗與Algus王子嘉美尤一起。
公主花園麗
Munzo王國公主。與Algus王國王子嘉美尤相戀。然而父王抗士康阻止兩人來往，更勾結捷古自護，企圖攻佔Algus王國。

### 吉翁族
撒旦高達＝黑龍鋼彈→新黑龍(ネオブラックドラゴン)
推出商品﹕BB戰士模型系列、元祖高達系列、SDX系列
捷古自護手下，與騎士高達，同為頑馱無真惡參分身，是真惡參的「惡之心」(八人眾時期為謀奪頑馱無軍，盜取「銀之盾」的邪惡一面)。被一分為二後與地上世界的黑龍融合，借用為假肉身而復活，不過被捷古自護洗腦而失去記憶。性格豪快，野心勃勃，企圖將拉克罗亚人類趕盡殺絕，建立一個只有MS的世界。最初被騎士高達刺中腹中弱點「六芒星」而死，然而撒旦高達及時將靈魂依附在戰士鐳射炮身上，肉身則轉生為龍寶貝(ドラゴンベビー)，後來靈魂與寶貝龍在火山口中，與之前刺進撒旦高達身上的「炎之劍」融合，成為新黑龍（Neo Black Dragon/ネオブラックドラゴン）。最後與騎士高達再度融合，重生成為「至尊之龍」（SUPERIOR DRAGON）。
撒旦高達張開雙翼，腦殼分開並長出「魔龍腦」，便可變身成極惡型態「惡魔黑龍」。「新黑龍」一開始已經露出魔龍腦。
武器﹕(撒旦高達/惡魔黑龍)骷髏杖、(新黑龍)龍尾X2(左末端為蠍子尾剌，右末端為炎之劍)

#### 拉克罗亚的勇者編
騎士沙沙比（MSN-04）
撒旦高達副手，右肩一頭獅鷟，可分離進行攻擊。

#### 傳說的巨人編
巨人重高達魔像(巨人サイコゴーレム)
昔日破壞世界的傳說巨人，在捷古自護魔力下再次復活。原本有著善良、討厭戰爭的性格，一直在石之城沉睡，唯一弱點是光之弓矢。
動畫版中被自護族無故使之甦醒，並將拉古羅亞破壞，之後在石之城中，在大群泥塑巨人當中出現，與騎士高達等人作戰，使眾人陷入困境。雖曾一度被妖精姬斯嘉說服停止破壞，但在咒術士密沙羅魔力下，又再次變得兇猛，結果在姬斯嘉痛苦的決定下，由騎士高達將光之矢射進魔像核心水晶玉，令巨人土崩瓦解。
最終決戰時，騎士高達與新生黑龍融合成至尊之龍不久，戰鬥力仍未回復，處於混沌狀態，騎士馬沙便攜同重高達魔像餘下的水晶玉，前往解救，並便潛伏在水晶玉中重高達魔像的靈魂召喚出來，阻止捷古自護。
泥塑巨人（MRX-010）
捷古自護歲模彷「傳說的巨人」製成的泥塑巨人，數量眾多，但遇水即溶。
咒術士美薩拉（PMX-000）
自護族咒術師，與騎士加里波弟β(騎士ガルバルディβ)、馬克白(マクベ・カッツェ)為三人組合。為得到傳說中的巨人，以「ムービルフイラ」的法術，奪取重高達魔像(サイコゴーレム)的靈魂「水晶玉」，繼而阻止騎士高達一行人。後來新自護族使之復活，成為呪術師密沙那。
騎士薩克
妖怪渣古(ゴブリンザク)當中有著較高能力的成員，有著正規武器及防具的戰士。是自護族最低級戰士，擁有極多數量存在。
騎士甘恩（騎士ギャン MS-15 ギャン）
捷古自護騎士，個性孤高、行事卑鄙，愛用一面大圓盾作防具。與騎士老虎作為魔城最後防線的守衛者。後來被新自護以魔力，以「幽騎士強人」的姿態再次復活。
戰士德姆（MS-09）
自護族低級戰士，對力量相當自信，但機動力遲鈍。以重型裝備大斧(ポールアックス)為武器。
騎士古夫（騎士グフ MS-07 グフ）
撒旦高達麾下騎士，在平時使用的紅色長劍下，藏著一條長鞭作為武器。與騎士強人駐守魔城前的通道。。

#### Algus騎士團編
鬥士德萊仙（AMX-009）
「吉翁三魔團」之一，「龍之盾」擁有者。
騎士巴烏（AMX-107）
「吉翁三魔團」之一，「梟之杖」擁有者。
咒術士邱貝蕾（AMX-004）
「吉翁三魔團」之一，「獅之斧」擁有者。
戰士巴查姆（RMS-154）
「吉翁三魔團」嘍囉。
兵士高性能薩克（RMS-106）
「吉翁三魔團」嘍囉。

#### 光之騎士編

##### 吉翁塔
闇之皇帝．吉翁萬歲
入侵拉克罗亚、控制撒旦高達侵略世界的最終魔王，體型巨大的怪物。
名稱來自機動戰士高達中吉翁公國軍人口號「ジーク·ジオン！」（SIEG 吉翁，德文意思即是「吉翁萬歲!」），也是包括「SD高達外傳 聖機兵物語」及「SD高達外傳 機甲神傳說」的終極惡魔。
騎士昆·曼莎（NZ-000）
Siegzon側近。

###### 鋼鐵之間
騎士漢馬·漢馬（AMX-103）
戰士拜藍（RX-160）
戰士杜賓狼（AMX-014）

###### 黃金之間
騎士R·加加（AMX-104）
騎士卡斯L（AMX-117L）
騎士卡斯R（AMX-117R）
鬥士肯普法（MS-18E）
魔道士蓋瑪克（AMX-015）
咒術士大薩姆（MA-08）

###### 赤銅之間
怪物愛爾美斯（MAN-08）
怪物漢布拉比（RX-139）
怪物α．阿吉爾（NZ-333）
怪物薩克II（MS-06）
怪物卡布爾（AMX-109）

###### 魔塔外圍
怪鳥卡烏ガウーダ（ドダイYS）
怪物加魯姆·芬（AMA-01）
怪物德踏YS（ドダイYS）
戰士乘搭的魔鳥。
影子全能骑士
魔塔中的影子騎士，與本尊相反的惡之戰士。
影子騎士阿雷克斯
魔塔中的影子騎士，與本尊相反的惡之戰士。
影子Algus騎士團
魔塔中的影子騎士，與本尊相反的惡之戰士。

## 用語
全能骑士(バーサル騎士)
有著最高騎士、騎士中的騎士等各種意義的稱號。只有「心」「技」「體」達到極致，實力足以比擬諸神的騎士才可擁有。稱號授予方式包括自稱、由拉克羅武國王或至尊之龍授名。獲授予者一律獲得白色鎧甲及雙劍作為新裝備。而首個全能騎士，正是本作主角騎士高達。
白色鎧甲及萬能之劍
騎士高達獲授以全能骑士稱號後，「三神器」中的「力之盾」，分割成白色鎧甲及肩鎧，原本屬於騎士高達的電磁馬槍，變成萬能劍。

## 關連產品
單行本
- SD高達外傳 騎士高達物語（ほしの竜一）

遊戲
- 「SD高達外傳 騎士高達物語」（FC）1990年
- 「SD高達外傳 拉克罗亚的英雄」（GB）1990年
- 「SD高達外傳 騎士高達物語2 光之騎士」（FC）1991年
- 「SD高達外傳 騎士高達物語3 傳說之騎士團」（FC）1992年
- 「SD高達外傳 騎士高達物語 大遺産」（SFC）1991年

## 相關連結
- SD高達外傳 圓桌騎士編
- SD高達外傳 聖機兵物語
- SD高達外傳 機甲神傳說

- SD高達系列
- SD戰國傳系列